# 음절
음절(音節, syllable)은 화자와 청자가 한 뭉치로 생각하는 발화의 단위이다. 음소보다 크고 낱말(단어)보다 작다. 음절은 자음과 모음 또는 단독 모음으로 구성된다.

## 구성 요소

### 전형적인 모델

영어 단어 cat과 sing의 음절 구조

음절은 일반적으로 음절핵(nucleus)을 중심으로 앞뒤에 음절초(onset)와 음절말(coda)이 덧붙는 구조로 구성된다.

### 중국어 모델
중국어, 베트남어, 하우사어, 중세 한국어 등 음절 성조를 가지는 언어는 모음과 자음의 편성 외에 몇 개의 성조가 더해져 하나의 음절을 구성한다. 예를 들면, 현대 중국어(북경어)의 光이라고 하는 한자의 발음의 예에서는, 한어 병음으로 guāng으로 표기되지만, 음절은 다음과 같은 구성이 되어 있다.
| 음절 |      |        |      |             |
| 성모 | 운모 | 운모   | 운모 | 성조        |
| 성모 | 운두 | 운복   | 운미 | 성조        |
| 성모 | 개음 | 주모음 | 미음 | 성조        |
| g    | u    | a      | ng   | 1（음평성） |

음절 성조에는 음절 내에서 높낮이가 변화하는 성조를 가지는 곡선 성조와 음절 내에서의 높낮이 변화는 없고, 상대적인 높낮이가 정해지는 단수 성조 두 종류가 있다.

### 한국어의 음절
한국어의 음절은 초성, 중성, 종성으로 이루어져 있다. 음절핵에 오는 음소인 중성에는 모음만 올 수 있으며, 음절초에 오는 음소인 초성과 음절말에 오는 음소인 종성에는 자음만 올 수 있다. 이때 모든 음절은 음절핵을 무조건으로 가지며, 초성에는 둘 이상의 자음이 올 수 없다.
1. 모음(V)(예: 이)
2. 자음＋모음(CV)(예: 가)
3. 모음＋자음(VC)(예: 옷)
4. 자음＋모음＋자음(CVC)(예: 물)

### 일본어 음절
일본어에서 폐음절은 「ん」(비모음, 鼻母音으로 발음되는 「ん」을 제외) 및 「っ」로 끝나는 음절만 있으며, 나머지는 개음절이다. 또한, 「ん？」, 「んだ」, 「ん万円」등과 같이 「ん」이 어두에 있는 경우는 「ん」만으로 한 개의 음절을 구성하며, 이 경우, 「ん」은 비모음으로 발음되지 않는 이상, 즉 자음인 한 「음절주음적」인 자음이다. 또 일본어에서는 어말 등에서 무성화되어, 들리지 않는 모음이 나타나는 일도 많다.

### 구성 요소 그룹화

#### 중음절과 경음절
언어에 따라서는 폐음절, 장모음이나 중모음을 따라 나오는 음절이 그 외의 음절보다 시간적으로 약간 길게 발음되는 일이 있는데, 이 경우에는 긴 음절을 중음절(重音節, heavy syllable), 짧은 음절을 경음절(輕音節, light syllable)이라고 한다.
이 구별은 악센트 규칙 등으로 중요시 되기도 한다(영어, 라틴어나 일부의 로망스어, 아라비아어, 일본어 등)

## 음절 단위 끊기
음절 단위 끊기(syllabification, 음절 구분, 분철, 음절로 나누기, 분철법)

### 양음절성
양음절성(ambisyllabicity)은 "upper"나 "button"처럼, 한 음절의 코다(coda)와 다음 음절의 어두 자음(onset) 역할을 동시에 하는 자음의 속성이다.

### 음절초
음절초(onset, anlaut, 어두 자음, 어두 자음군)는 음절의 시작 부분에 있는 자음 또는 자음군으로, 핵(nucleus) 앞에서 발생한다. 대부분의 음절에는 어두 자음이 있다. 어두 자음이 없는 음절은 어두 자음이 비어 있거나 영(zero)이라고 할 수 있다. 즉, 어두 자음군이 있어야 할 곳에 아무것도 없다.

#### 시작 클러스터
onset cluster

#### 무음 시작
null onset

### 음절핵
음절핵(nucleus)

#### 자음 핵
consonant nucleus

### 음절말
음절말(coda, 종결부, 코다)

#### 개음절과 폐음절
한 음절을 구성하는 자음은 모음의 전후에 각각 여러 개 존재해도 괜찮지만, 모음은 이중 모음이나 반모음과 같이 오는 모음과 같이 다중 모음일 수 있어도, 한 음절 내에 음절 으뜸음이 되는 모음이 복수개 존재하는 것은 있을 수 없다.
아래 문단에서 예로 든 편성 중, 처음의 두개와 같이 모음으로 끝나는 음절을 개음절(開音節, 영어: open syllable), 나머지 두 개(3~4)와 같이 자음으로 끝나는 음절을 폐음절(閉音節, 영어: closed syllable)이라고 한다. 각각 문화어에서는 열린마디, 닫긴마디라 하기도 한다.

## 같이 보기
- 모라 (언어학)
- 스트르치 프르스트 스크르스 크르크
- 온셋